# کامیلو دی کاوور
کامیلو بنسو کاوور (به [Camillo Benso Conte di Cavour] Error: {{Lang-xx}}: متن دارای نشانه‌گذاری ایتالیک است (راهنما))، (زاده ۱۰ اوت ۱۸۱۰ – درگذشته ۶ ژوئن ۱۸۶۱) سیاستمدار ایتالیایی بود.
زادروز وی (۱۰ اوت ۱۸۱۰) در تورین و در همان‌جا در روز (۶ ژوئن ۱۸۶۱) درگذشت. او لیبرالیست میانه‌رو بود و در مقام وزیر، از سال (۱۸۵۰) و در مقام نخست‌وزیری پادشاهی ساردنی، از سال (۱۸۵۲) خدمت می‌کرد و از شخصیت‌های کلیدی وحدت ایتالیا به‌شمار می‌رود.
کاوور با شرکت دادن ساردنی در جنگ کریمه در سال (۱۸۵۵) با اینکه شرکت در این جنگ عملاً برای این کشور سودی نداشت موفق شد نظر موافق ناپلئون سوم را برای حمایت از ایتالیا در جنگ علیه اتریش در سال ۱۸۵۹ جلب نماید. او موفق شد که اتحاد بخشی از ایتالیا را به کمک شم دیپلماسی خود تحقق بخشد. کاوور با سیاست مخصوص به‌خود توانست مبارزات گاریبالدی را با منافع سیاسی خود تلفیق نموده و از یک درگیری بین‌المللی جلوگیری کند.
سعی او در جهت انصراف پاپ از تشکیل یک حکومت کلیسائی عقیم ماند.

## جستارهای پیوسته
- گاریبالدی
- امانوئل دوم
- یگانگی ایتالیا